# Svenskarna som stred för Hitler
Svenskarna som stred för Hitler var en dokumentärserie i tre delar som sändes i TV4 i januari år 2000. Serien handlar om de svenska medborgare som frivilligt stred för Tyskland under andra världskriget. Dokumentärserien bygger på en bok från 1999 av Bosse Schön.
Serien kritiserades för att vissa delar i dokumentärserien är omöjliga att bekräfta, till exempel uppgifterna från Harald Sundin, född på 1920-talet, enligt egen utsago krigsveteran från Waffen-SS i Tyskland under andra världskriget. Han blev känd då han användes som vittne för Bosse Schöns bok Svenskarna som stred för Hitler. När TV4 senare gjorde en TV-serie av boken framträdde han även där som ett viktigt vittne. Den 79-årige Harald Sundin kunde bland annat berätta att han under 1944 varit vakt i Treblinka, skjutit lägerfångar som försökt fly och sett tåg fyllda med judar komma till lägret för att sedan spårlöst försvinna under "avlusningen". Efter ett års vakttjänst kunde han åka hem, via en förflyttning till Norge.
Historien kunde snabbt avfärdas som felaktig, eftersom Treblinka bara var verksamt fram tills november 1943, året innan Sundin sade sig vara där. I Eskilstuna-Kuriren den 19 januari 2000 kunde Bernhard Grünewald påvisa att Sundin var känd som mytoman och under många år mentalpatient. Sommaren 1943 rymde han från mentalsjukhuset Sundby i Strängnäs och tog sig till Norge för att söka tjänst hos den nationalsocialistiska regimen. Samtal med Sundin visade också att han gång på gång ändrade sina historier. Bosse Schön och TV4 uppmärksammades på otillförlitligheten i Sundins berättelser men man valde ändå att sända TV-serien i repris.
Den ansvarige utgivaren Göran Ellung medgav att Sundin genomgående varit otydlig i sina uppgifter, men framhöll att dokumentärserien är ett stort pionjärarbete som inte faller på Sundins berättelse.